# Crazy What Love Can Do
Crazy What Love Can Do is een nummer van de Franse dj David Guetta uit 2022, in samenwerking met de Britse zangeressen Becky Hill en Ella Henderson.
Na Remember was dit de tweede keer dat David Guetta en Becky Hill samenwerkten. "Crazy What Love Can Do" is een vrolijk dancepopnummer dat gaat over hoe sterk liefde is. Het nummer werd in een aantal Europese landen een hit. Hoewel het in Guetta's thuisland Frankrijk een bescheiden 56e positie behaalde, kwam het in de Nederlandse Top 40 tot de 6e positie. In de Vlaamse Ultratop 50 bereikte de plaat een 12e positie.